# Claude Klimek
Claude Klimek (ur. 20 sierpnia 1956 w Miluzie) – francuski piłkarz, grający na pozycji bramkarza.

## Kariera
Claude Klimek urodził się w 1956 roku w Alzacji. Karierę piłkarską rozpoczął w drużynie juniorów w Staffelfelden. Od 1974 do 1977 był bramkarzem klubu CS Sedan w Ardenach. W sezonie 1977/78 występował w barwach Red Star Paris, klubie należącym do Division 1 (obecnie Ligue 1).
Następnie grał od 1978 do 1981 w Stade Rennais w Rennes, zaś w okresie 1981/82 w Laval z drużyną Stade Lavallois, która w latach od 1976 do 1989 należała do Division 1.
Od 1982 roku Claude Klimek występował amatorsko jako piłkarz w Cholet w drużynie piłkarskiej SO Cholet oraz w sezonie 1984/85 w Sens w klubie FC Sens.